# Меїр Бар-Ілан
Меїр Бар-Ілан (івр. מאיר בר-אילן, уродж. Меїр Берлін; нар. 10 квітня 1880, Воложин, Мінська губернія, Російська імперія — пом. 17 квітня 1949, Єрусалим, Ізраїль) — рабин, один з лідерів релігійного сіонізму, син рабина Нафталі Берліна.

## Біографія
Молодший син голови воложинської єшиви. Навчався в єшивах в містах Воложині, Тельшяй, Брест-Литовську і Новогрудку. Представляв рух «Мізрахі» на 7-м Сіоністському конгресі в 1905 ріку. Був затятим противником плану Уганди.
У 1915-1926 роках проживав в США і викладав в Єшива-Юніверсіті.
У 1926 ріку Бар-Ілан оселився в Єрусалимі, де став головою Всесвітнього центру Мізрахі. У 1938-1949 ріках Бар-Ілан був головним редактором щоденної газети Мізрахі «Га-Цофе». Бар-Ілан — організатор та ініціатор розпочатого в 1947 ріку видання «талмудичної енциклопедії».
Після утворення Держави Ізраїль Бар-Ілан організував вчений комітет з вивчення юридичних питань нової держави з точки зору єврейського права. Бар-Ілан був організатором «Національного релігійного фронту», угруповання релігійних партій, які виступили з єдиною платформою під час перших виборів в Кнесет.

## Увічнення пам'яті
На честь Бар-Ілана названий Університет імені Бар-Ілана, заснований релігійним рухом «Мізрахі». Одна з найбільших загальноосвітніх єшив руху «Бней Аківа», «Нетів Меїр», названа на честь Бар-Ілана. Крім цього в багатьох містах Ізраїлю є вулиця Бар-Ілан.